# Palpita cirrhopis
Palpita cirrhopis là một loài bướm đêm trong họ Crambidae.